# 그레고어 슈트라서

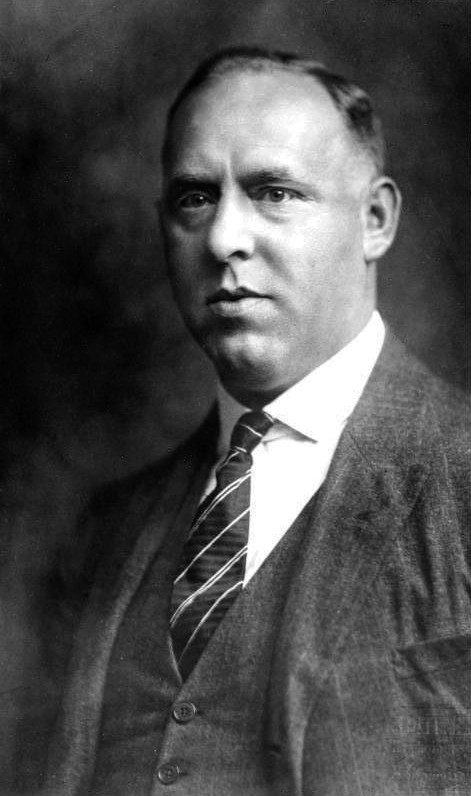
1928년의 슈트라서.

그레고어 슈트라서(Gregor Strasser, 1892년 5월 31일 ~ 1934년 6월 30일)는 나치 독일의 정치가이다.
그레고어 슈트라서는 나치당 안에서 좌파의 지도자이자 당 내의 급진적인 사회개혁을 주장했으나 히틀러와의 권력 싸움에서 밀리고 1934년 장검의 밤 사건 당시 게슈타포가 쏜 총에 맞아 암살당했다.

## 가족 관계
- 오토 슈트라서

| 전임 (신설) | 니더바이에른-오버팔츠 대관구 대관구지휘자 1925년–1929년 | 후임 오토 에르버슈도플러(니더바이에른 대관구) 프란츠 마이어호퍼(오버팔츠 대관구) |

## 같이 보기
- 슈트라서주의